# جاري تيالي
جاري تيالي (بالإنجليزية: Gary Teale)‏ (21 يوليو 1978 بغلاسكو في المملكة المتحدة - ) هو مدرب كرة قدم ولاعب كرة قدم بريطاني في مركز الوسط. شارك مع منتخب اسكتلندا تحت 21 سنة لكرة القدم ومنتخب اسكتلندا الثانوي لكرة القدم ‏ ومنتخب اسكتلندا لكرة القدم. أما مع النوادي، فقد لعب مع ديربي كاونتي وشيفيلد وينزداي ونادي بارنسلي ونادي سانت ميرين وويغان أتلتيك ونادي بليموث أرجايل ونادي آير يونايتد ونادي كلايدبانك ‏.

## مسيرته الكروية
لعب جاري تيالي خلال مسيرته الاحترافية مع 8 أندية في اثنين وعشرين موسمًا وسجل خلالها 35 هدفًا ضمن 534 مباراة. ولم يفز بأي موسم بالكأس أو بالدوري.
خاض جاري تيالي مسيرته مع نادي أردريونيانز في موسم 1996–97 ولمدة موسمين، مشاركًا في 60 مباراة سجل خلالها 12 هدفًا. ثم انتقل إلى نادي آير يونايتد في موسم 1998–99 واستمر معه طيلة ثلاثة مواسم، حيث شارك في 84 مباراة سجل خلالها 9 أهداف. لينتقل بعدها إلى نادي ويغان أتلتيك في موسم 2001–02 ليلعب معه ستة مواسم، مشاركًا في 162 مباراة سجل خلالها 8 أهداف. ثم انتقل إلى نادي ديربي كاونتي في موسم 2006–07 في المرة الأولى ولمدة موسمين ثم في موسم 2008–09 ولمدة موسمين، مشاركًا طوالها في 87 مباراة سجل خلالها 4 أهداف. هذا وانتقل لاحقًا إلى نادي بليموث أرجايل في موسم 2007–08 لمدة موسم واحد، مشاركًا في 12 مباراة ولم يسجل أي هدف. ثم انتقل بعدها إلى نادي شيفيلد وينزداي في موسم 2010–11 لمدة موسم واحد، مشاركًا في 41 مباراة سجل خلالها هدفين. ليعود وينتقل من جديد، لكن هذه المرة إلى نادي سانت ميرين في موسم 2011–12 ليلعب معه أربعة مواسم، مشاركًا في 85 مباراة ولم يسجل أي هدف.

## وصلات خارجية
- جاري تيالي على موقع قاعدة بيانات كرة القدم.إي يو (الإنجليزية)
- جاري تيالي على موقع ناشيونال فوتبول تيمز (الإنجليزية)
- جاري تيالي على موقع Soccerbase.com (لاعب) (الإنجليزية)
- جاري تيالي على موقع عالم كرة القدم.نت (الإنجليزية)